# Plantago lagopus
Plantago lagopus – вид рослин родини подорожникові (Plantaginaceae).

## Опис
Однорічна трав'яниста рослина, іноді багаторічна, 6–15(47) см. Листки (3)5–13(18) × (0,4)1–3(5) см, оберненоланцетовиді, цілісні, рідко віддалено зубчасті. Капсула з 2 насінням. Насіння 1–1,5 × 0,6–0,9 мм човноподібне. Цвіте з березня по травень.

## Поширення
Північна Африка: Алжир; [пн.] Єгипет; Лівія [пн.]; Марокко; Туніс; Кабо-Верде — Сан-Вісенте. Азія: Кувейт; Кіпр; Іран; Ірак; Ізраїль; Йорданія; Ліван; Сирія; Туреччина. Європа: Україна [вкл. Крим]; Албанія; Болгарія; Хорватія; Греція [вкл. Крит]; Італія [вкл. Сардинія, Сицилія]; Мальта; Франція [вкл. Корсика]; Португалія [вкл. Мадейра]; Гібралтар; Іспанія [вкл. Балеарські острови, Канарські острови]. Населяє луки і пасовища, сухі місця; 0-1000 (1350) м.

## Галерея

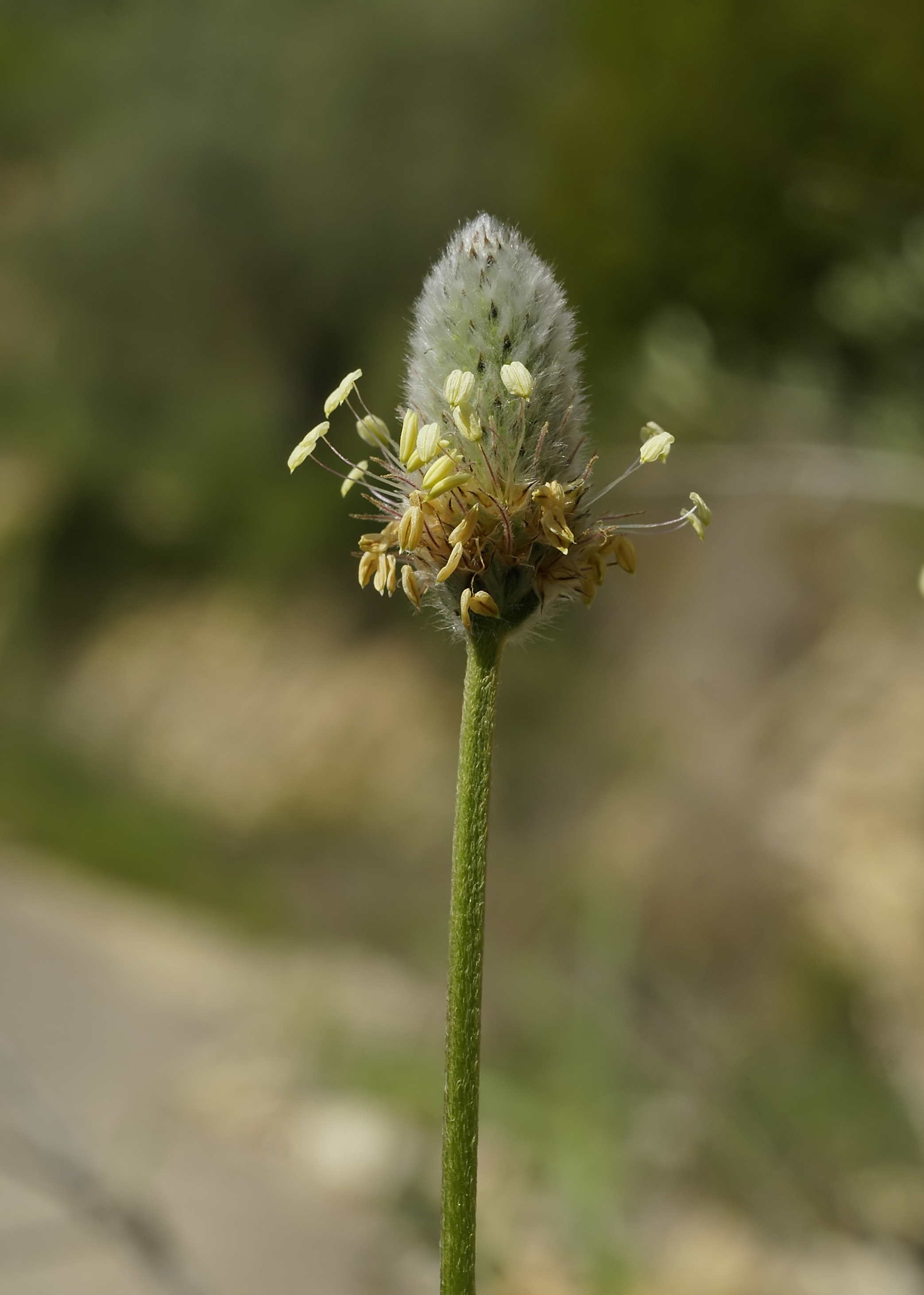
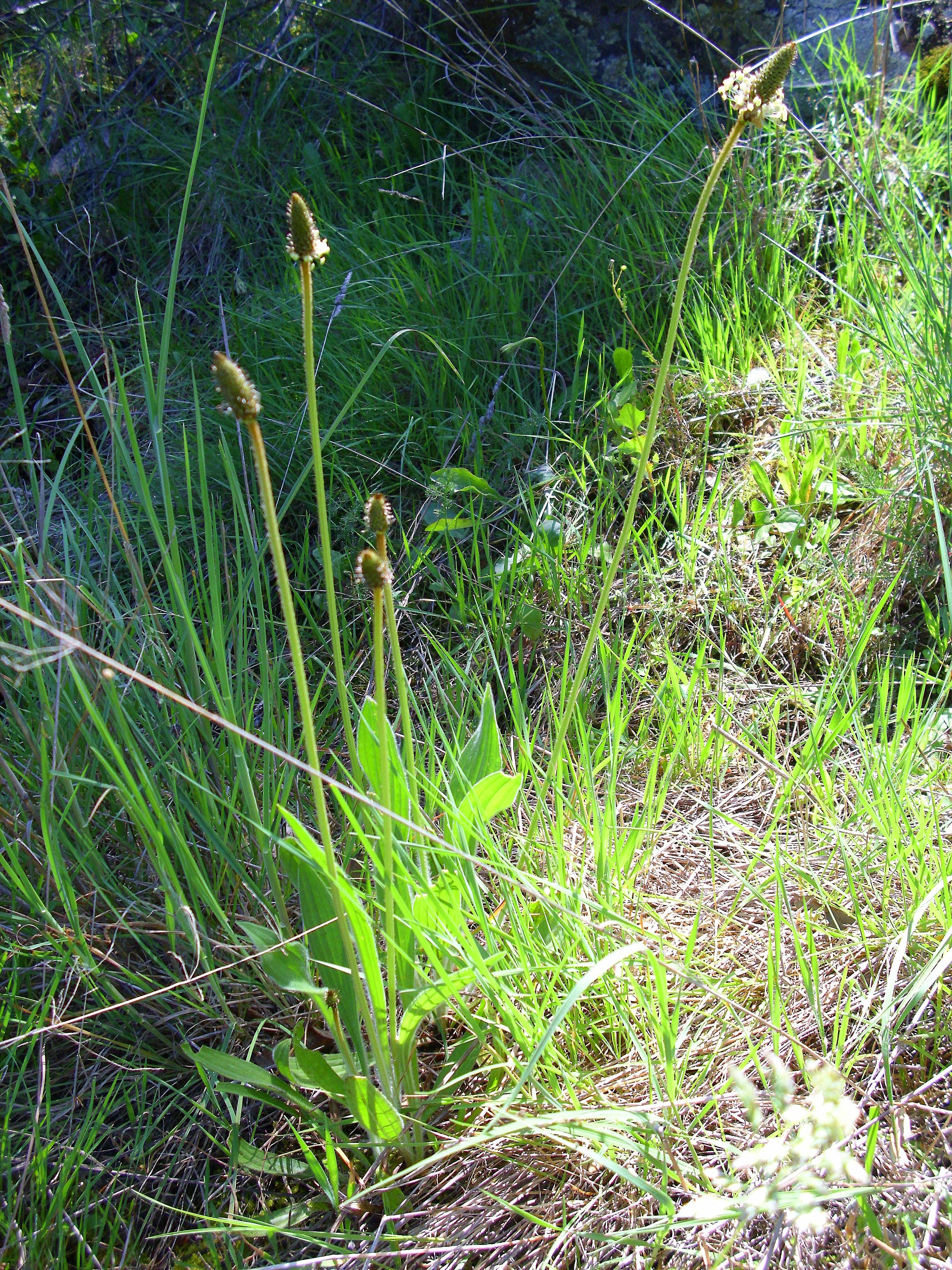